# Arte conceptual (diseño gráfico)
El arte conceptual, también conocido como Concept Art, es una disciplina artística que desempeña un papel fundamental en las industrias del entretenimiento, la ilustración y el diseño. Se trata de una forma de expresión visual que se utiliza para desarrollar y representar ideas, conceptos y diseños previos a la creación final de personajes, entornos, objetos y escenarios en diversos medios como el cine, los videojuegos, la animación, la publicidad y más. El Concept Art es un proceso creativo esencial que guía la producción de obras visuales y multimedia, permitiendo a los diseñadores, ilustradores y creativos explorar y comunicar sus ideas de manera efectiva. Aunque pueden parecer lo mismo; el Concept Art y el Concept Design son disciplinas tan complementarias como distintas. 
También existen diferencias sustanciales entre Concept Art e ilustración.

## Usos del Concept Art

### Desarrollo de personajes y criaturas
El Concept Art se utiliza para visualizar y definir la apariencia, personalidad y características de personajes principales, secundarios y criaturas en películas, videojuegos y otras formas de narrativa visual. Los artistas de Concept Art trabajan en estrecha colaboración con escritores y directores para capturar la esencia de los personajes y dar vida a sus rasgos distintivos.

### Diseño de escenarios y mundos
Los escenarios y mundos en los que se desarrolla una historia son esenciales para la creación de un entorno inmersivo. El Concept Art ayuda a diseñar paisajes, edificios, ciudades y paisajes naturales, permitiendo que los diseñadores de producción y directores visualicen y planifiquen la estética y la atmósfera de un entorno.

### Creación de objetos y tecnología
El Concept Art se aplica en la conceptualización y diseño de objetos, vehículos, tecnología y artilugios. Este proceso es especialmente relevante en la ciencia ficción y la fantasía, donde los artistas pueden inventar elementos que enriquezcan la narrativa y el mundo en el que se desarrolla.

### Publicidad y diseño de productos
El Concept Art no se limita al entretenimiento. También se utiliza en la publicidad y el diseño de productos para crear bocetos y representaciones visuales de productos, envases y campañas promocionales antes de su producción final. Esto permite a las empresas visualizar y perfeccionar sus productos y estrategias de marketing.

### Lápiz y papel
El proceso de creación del Concept Art a menudo comienza con bocetos a mano utilizando lápices y papel. Esta etapa permite a los artistas explorar rápidamente ideas y conceptos sin las limitaciones de las herramientas digitales.

### Software de diseño
El uso de software de diseño gráfico como Adobe Photoshop, Adobe Illustrator y Corel Painter ha revolucionado el Concept Art. Estas herramientas permiten a los artistas crear imágenes digitales con una amplia gama de efectos y técnicas, así como experimentar con colores y texturas de manera más eficiente.

### Modelado 3D
En algunos casos, se utiliza modelado 3D para crear maquetas virtuales de personajes y objetos, lo que facilita la representación de perspectivas y ángulos de visión complejos.

### Colaboración y comunicación
El Concept Art es una forma efectiva de comunicación visual en equipos de producción. Los artistas trabajan en colaboración con directores, diseñadores de producción, escritores y otros profesionales para garantizar que las ideas se representen con precisión y se ajusten a la visión del proyecto.

## Importancia en la Industria del Entretenimiento
El Concept Art es una etapa crucial en la creación de películas, videojuegos y otros medios visuales. Permite a los creadores establecer una visión clara antes de la producción, ahorrando tiempo y recursos al evitar la experimentación costosa en etapas posteriores. Además, el Concept Art contribuye en gran medida a la identidad visual de una obra, lo que la convierte en una herramienta invaluable para transmitir la atmósfera, el tono y la estética deseados.